# Jorge Luis Bail
Jorge Luis Bail (Huesca, 3 de junio de 1984) es un político español, diputado por Huesca en el Congreso durante las XI y XII legislaturas.

## Biografía
Graduado en Ingeniería Química. Durante su etapa universitaria trabajó en el ámbito de las energías renovables y en una organización vinculada a la Universidad de Zaragoza, en el área de la ecología industrial. 
Activista ecologista y social en diversas plataformas, colectivos ONGs y movimientos como el 15M, inició su trayectoria política como miembro de Los Verdes-Grupo Verde, partido con el que fue candidato al Congreso por la provincia de Huesca en las elecciones de 2008. Tras su pase a Equo concurrió como candidato en las elecciones de 2015, en representación de la plataforma ciudadana Ahora Alto Aragón en Común (coaligada con Podemos), con la que fue elegido diputado por Huesca y reelegido en 2016. 
Tras una manifestación contra el recrecimiento del embalse de Yesa celebrada el 10 de octubre de 2012 fue imputado como presunto autor de un delito de atentado a la autoridad junto a otras siete personas. La sentencia, publicada el 6 de julio de 2016, le declaró culpable de un delito de resistencia a la autoridad y de una falta de lesiones, y fue condenado a siete meses de multa (1260 euros).